# Sven Riederer
Sven Riederer (ur. 27 marca 1981) – szwajcarski triathlonista.
Mistrz Europy Juniorów z 2001. Brązowy medalista olimpijski z Aten (2004). Siódmy zawodnik Mistrzostw Świat w Triathlonie w 2010, podczas których zajął m.in. trzecie miejsce na zawodach w Madrycie.